# Великий Человек-паук
«Великий Человек-паук» (англ. Ultimate Spider-Man; в альтернативной версии известен также как «Совершенный Человек-паук») — американский мультсериал в жанрах супергеройского боевика и трагикомедии, основанный на комиксах издательства Marvel Comics о супергерое Человеке-пауке и включающий некоторые черты из комиксов в рамках вселенной Ultimate Marvel.
Премьера сериала состоялась 1 апреля 2012 года на телеканале Disney XD. В России премьера состоялась 4 декабря 2012 года на канале СТС.

## Концепция
Мультсериал основан на одноимённой серии комиксов, повествующих о ещё молодом Человеке-Пауке. Ник Фьюри предложил пройти Паркеру, являющемуся героем на протяжении года, спец. подготовку для улучшения собственных навыков. В ходе обучения Человек-паук обзаводится командой из Неуязвимого Человека (Люка Кейджа), Железного Кулака (Дэниел «Дэнни» Рэнд), Новы (Сэм Александр) и Белой Тигрицы (Ава Айала). Также в его распоряжении оказывается множество высокотехнологичных гаджетов. В сериале присутствует юмор, гэги и разрушение четвёртой стены. Также в нём часто встречается заимствованный из аниме эффект тиби.

## Сюжет
Весь мультсериал посвящён обучению Человека Паука, боевым тренировкам в Щ. И. Т. Питер Паркер является Человеком-Пауком уже более года. Он спасал жизни и боролся с супер-злодеями, но всё ещё находится в процессе обучения тому, как быть супер-героем. Ник Фьюри из Щ. И. Т. предлагает Питеру возможность тренироваться у него, чтобы стать Совершенным Человеком-Пауком. Тем не менее, сначала ему придётся обучиться с четырьмя коллегами супер-героями подростками: Нова, Белая Тигрица, Железный Кулак и Неуязвимый .

### Первый сезон
В течение первого сезона, Норман Озборн охотится на Человека-Паука, с целью заполучить его ДНК, чтобы сделать армию Пауков-Солдат и продавать их правительству. Для этого он использует Доктора Осьминога, а также отправляет против Человека-Паука различных супер-злодеев (Ужасающая четвёрка, Таскмастер) и ворует образец его крови, с помощью которого будет сделан Веном, который объединится с Гарри Озборном, сыном Нормана Озборна и лучшим другом Питера. В двухсерийном финале первого сезона, Человек-Паук узнаёт, что за всем этим стоял Норман, который руководил Доктором Осьминогом и стоял за созданием Венома. Но Осьминог решил жестоко отомстить Норману, превратив его в Зелёного Гоблина.

### Второй сезон
Во втором сезоне, спустя год после битвы с Зелёным Гоблином, в результате которого был разрушен Хелликериер Щ. И. Т.а, команда Человека-Паука переезжает в дом тёти Мэй. В первой серии узнаётся, что Октопус создал кучу сывороток с ДНК животных, чтобы повторить процесс происхождения Человека-Паука. С этим делом, разбирается Щ. И. Т. и Доктор Коннорс, у которого разорвалась правая рука после последствий битвы на Хелликериере. Он дважды впрыскивает в себя сыворотку ящерицы, в результате которой, он становится Ящером. Позже, Док Ок подчиняет Ящера и объединяется с Электро, Носорогом, Крейвеном-Охотником и Жуком, чтобы стать первой Зловещей Шестёркой. В то время, когда Человек-Паук и его команда побеждает первую Зловещую Шестёрку, Ящер убегает, и Человек-Паук клянётся найти его и спасти. В течение сезона, Человек-Паук узнаёт больше истории про участников команды (Ава Айяла, которая надела мантию Белого Тигра, после того, как её отец был убит Крейвеном-Охотником, Сэм Александр, последний член Корпуса Нова, который входит в команду Стражей Галактики, Дэнни Рэнд, который стал Железным Кулаком, после тренировок в К’ун-Л’ун, Люк Кейдж, который вступил в Щ.И.Т., после того, когда он получил силы от формулы супер-солдата, разработанным его родителями).

### Третий сезон (Воины Паутины)
В третьем сезоне, Человек-Паук официально присоединяется к Мстителям, но после битвы с Локи, Доктором Осьминогом и существами из Девяти Миров, которые были заражены симбиотом Веномом, он уходит в отставку и возвращается обратно в Щ.И.Т. После этого, симбиот Веном оказывается на Флэше Томпсоне, который становится Агентом Веномом, и Ник Фьюри поручает задание Человеку-Пауку, найти других новых супер-героев, чтобы сформировать команду Новых Воинов. В то время, Зелёный Гоблин нанимает Таскмастера, чтобы он нашёл этих супер-героев раньше Человека-Паука. Человек-Паук вербует Ка-Зара и его саблезубого тигра Забу из Дикой Земли, Амадеуса Чо в броне Железного Паука, а Таскмастер вербует Плаща и Кинжал. Когда Громовержцы освобождают Зелёного Гоблина и остальных супер-злодеев, Человек-Паук уговаривает Плаща и Кинжал перейти на их сторону. Новые Воины побеждают супер-злодеев, но Зелёный Гоблин сбегает с неизвестным волшебным артефактом. С помощью него, он путешествует по другим параллельным вселенным планеты Земля, чтобы украсть ДНК у других Людей-Пауков, чтобы превратить себя в Паука-Гоблина. Человек-Паук следует за ним. Человек-Паук встречает таких версий себя, как Человек-Паук 2099, Девушка-Паук, Человек-Паук Нуар, Паук-Свинья, Паук-Рыцарь и Совершенного Человека-Паука (Майлза Моралеса), помогая им и объединяясь со всеми, чтобы победить Паука-Гоблина и Электро, который подчинил старый Хелликериер и трансформировал его в огромного робота. После победы над врагами, Люди-Пауки возвращаются в свои вселенные, а Зелёный Гоблин снова становится Норманом Озборном, который на время забывает воспоминания того, когда он был Зелёным Гоблином. Человек-Паук и его команда начинает обучение в Академии Щ.И.Т.а, расположенная в Трискеллионе. Все они противостоят Арниму Золе. В финале третьего сезона, спустя некоторое время, Человека-Паука, всех супер-героев и супер-злодеев Земли похищает Грандсмейстер, чтобы организовать Битву Чемпионов, судьба которой является Земля. За время этой битвы, тётя Мэй, Железный Паук и Агент Веном узнают тайну личности Человека-Паука.

### Четвёртый сезон (Великий Человек-Паук против Зловещей Шестёрки)
Действие происходит спустя годы после первого сезона. Новый четвёртый сезон начинается с того, что Октопус и Зола с Гидрой заключают союз и начинают создавать третью Зловещую Шестёрку, начиная с Крейвена-Охотника. Октопус пытается похитить Нормана Озборна, чтобы снова превратить его в Зелёного Гоблина, но в Нормане уже течёт сыворотка Анти-Гоблина, с помощью которой, он больше никогда не превратится в Гоблина. Тогда вместо этого, Октопус с помощью волшебного артефакта и магии Барона Мордо, вызывает Совершенного Зелёного Гоблина из вселенной Совершенного Человека-Паука (Майлза Моралеса) и вербует его в свою команду. Он подкупает Носорога, чтобы он был первым шпионом в Академии Щ.И.Т.а, и членом третьей Зловещей Шестёрки, в обмен на то, что он поможет ему в его состоянии. Человек-Паук создаёт новую команду союзников, в составе которых состоят: Агент Веном, Железный Паук, Парень-Арахнид (Майлз Моралес), и Алый Паук (имя которого неизвестно, но тётя Мэй даёт ему имя Бен Рейли). Позже было установлено, что Алый Паук был вторым шпионом Октопуса, и он предаёт Человека Паука, раскрывая Октопусу тайну его личности. Это разоблачение Человека — Паука приводит к тому, что Октопус предаёт Арнима Золу, а Алый Паук одумывается в последнюю минуту и приносит себя в жертву, чтобы спасти город от Октопуса.
Человек-Паук находит причину исчезновения Ника Фьюри и Новы: они охраняли Мадам Паутину от Гидры. Человек-Паук, Тритон, Мадам Паутина и Ник Фьюри останавливают Гидру, а Фьюри передаёт Питеру руководство над Академией Щ.И.Т.а. Позже, Кроссбоунс, Октопус, и Майкл Морбиус, сделали эксперимент над симбиотом Веномом, что приводит к возрождению симбиота Карнажа, который заражает город и каждого человека в городе и все они становятся симбиотами. Гарри приходит в себя из комы и неожиданно становится Анти-Веномом, и пытается спасти город. После потери контроля, Питер раскрывает ему тайну личности, прежде чем Анти-Веном уничтожает симбиотов Карнажей. Однако, симбиот Карнаж остался жив и поселился в Мидтаунской Школе, чтобы найти Мэри Джейн, с которой он сливается и становится Королевой-Карнаж. Они подвергаются атакой Морбиуса, который стал вампиром, после опыта Доктора Октопуса, и Человек-Паук, Агент Веном и Гарри Озборн побеждают всех и спасают Мэри Джейн от симбиота Карнажа и окончательно уничтожают его. Она тоже узнаёт тайну личности Питера, Флеша, и Гарри. Однако, часть симбиота Карнажа, всё ещё находится в ней.
Позже, Мадам Паутина приходит к выводу, что после разрушения Гибельного Сидалища, который был уничтожен во время боя Человека-Паука, Парня-Арахнида, Совершенного Гоблина и Октопуса, рассыпался на осколки и они исчезли в разных вселенных и могут нанести ущерб. Человек-Паук и Майлз Моралес отправляются в другие вселенные, чтобы найти их, но их так же ищет и Волк-Паук (злая альтернативная версия Питера Паркера), который хочет покорить мультивселенную. Они вновь воссоединяются с Нуарным Человеком-Пауком и встречают другие версии Людей-Пауков. Они находят последнюю часть артефакта во вселенной Майлза, и там они узнают, что с тех пор, как Гоблин исчез из этой вселенной, преступность выросла, и эту вселенную временно охраняет Гвен-Паук (Гвен Стейси) при поддержке тёти Мэй её вселенной, которая перенесла технологии погибшего Питера Паркера их вселенной. Они восстанавливают артефакт, но Волк-Паук заполучает его и становится сильнее. Но Человек-Паук обманывает своего двойника, и злой Питер вбирает много энергии и взрывается, освобождая жизненные силы других Людей-Пауков. Майлз соглашается на то, чтобы Гвен дальше продолжала геройствовать в её вселенной, в то время, когда он с нею и его мамой Рио Моралес, решают навсегда остаться во вселенной Великого Человека-Паука.
Во время трёхсерийной Саги о Клонах, Человек-Паук и Мэри Джейн находят клона Человека Паука по имени Каин, который пытается их поглотить. Человек-Паук сталкивается с «Проектом Каин», которая состоит из плана объединения ДНК Человека-Паука и Синтезойдов. Удивительно, но Мэри Джейн смогла овладеть симбиотом Карнажем, и благодаря Доктору Курту Коннорсу, она становится Совершенной Женщиной-Пауком. Они обнаруживают, что Доктор Октопус и Зола создали Алого Паука, как лидера Синтезойда — клона Человека-Паука, который должен был стать лидером Дельта-Найн-Синтезойдов. Когда Алый Паук получает контроль над Дельта-Найн-Синтезойдами и Октопус получает апгрейд, благодаря Нанотеху, Остров Гидры неожиданно пытается выплыть из воды, но группа Человека-Паука останавливает это. Когда они проникают на Трискеллион, Нова, Силач, Кулак и Девушка-Белка пытаются остановить Алого Паука и его Синтезойдов, поскольку они в курсе, что он работал на Октопуса, но Паук уговаривает их, что это больше не так. Каин возвращается и поглощает энергии всех людей в Трискеллионе, и он нацелен на Людей-Пауков. Паутиные Воины борются с ним, но он поглощает Дельта-Найн-Синтезойдов, чтобы стать Совершенным Каином, но Алый Паук с помощью устройства даёт Каину слишком много энергии и он взрывается.
В последних двух сериях сезона и мультсериала, Октопус ставит супер-злодейский ультиматум Паркеру находясь в его доме: Он не должен больше быть Человеком-Пауком или он убьёт тётю Мэй. Паук отклоняет условия ультиматума, и пытается защитить Мэй с другими героями от четвёртой Зловещей Шестёрки. С каждой из трёх команд (Команда Щ. И. Т.а, Новых Воинов и Паутинных Воинов), они заключают четвёртую Зловещую Шестёрку в тюрьму, но Октопус планировал это заранее, чтобы освободиться со своей командой, заключить в смертельно опасную ловушку всех супер-героев в одном месте во время Выпускного Дня (на которую пришли даже Мстители), взять на время в заложницы тётю Мэй, и лишить способностей Человека-Паука. Когда четвёртая Зловещая Шестёрка уходит, Человек-Паук еле — еле добирается до Нормана Озборна, чтобы вернуть свои силы, в результате чего, он их возвращает. Он останавливает четвёртую Зловещую Шестёрку, и Монстра-Ока, и освобождает других супер-героев. Человек-Паук заканчивает учёбу в Академии Щ. И. Т.а, и вновь возвращается к обычной поимке преступников, и даже Ник Фьюри подмечает, что Человек-Паук в действительности стал Совершенным.

## Роли озвучивают

### Главные роли
- Дрейк Белл — Питер Паркер / Человек-паук, Майкл Тан / Рой (2 сезон 24 серия), различные голоса
- Оги Бэнкс — Люк Кейдж / Силач
- Грег Сайпс — Дэнни Рэнд / Железный Кулак
- Кейтлин Тейлор Лав — Ева Айала / Белая Тигрица
- Логан Миллер — Сэм Александр / Нова
- Чи Макбрайд — Ник Фьюри, Самосвал
- Томас Кенни — Доктор Осьминог / Доктор Отто Октавиус, Курт Коннорс (до 22 серии 1 сезона), Стервятник, Чародей, Смерч, различные голоса
- Джонатан Кимбл Симмонс — Джей Джона Джеймсон, Джей Джоанна Джеймсон, ДжДжеймсон 2099, Джей Джона Шакал, Джей Джона Джеймсон Нуар
- Мисти Ли[англ.] — Мэй Паркер, Девушка-белка, Ведьма из Салема
- Дав Кэмерон — Гвен Стейси / Гвен-Паук
- Кларк Грегг — Агент Фил Колсон
- Тара Стронг — Мэри Джейн Уотсон, Тундра, Сэнди, Мэри Джейн Уотсон Нуар
- Мэтт Лантер — Гарри Озборн / Веном, Флэш Томпсон / Агент Веном, Кло
- Стивен Уэбер — Норман Озборн / Гоблин / Железный Патриот, Трапстер, Веном, Железная Мышь

### Второстепенные роли
- Дидрих Бадер — Крэйвен-охотник
- Кристофер Дэниэл Барнс — Электро
- Данте Баско — Скорпион
- Эрик Бауза — Амадей Чо / Железный паук, Майкл Тан / Рой (2 сезон 11 серия), Аркада
- Ди Брэдли Бейкер — Курт Коннорс / Ящер (с 22 серии 1 сезона), Флинт Марко / Песочный Человек, Карнаж, Веном (3ий сезон)
- Джефф Беннетт — Мэр Бостона, Шумный Адамс
- Кори Бёртон — Дракула
- Джей Би Бланк — Титус
- Стивен Блум — Росомаха, Жук, Док Самсон, Ка-Зар
- Дэвид Боат — Бен Гримм / Существо, Мини Тор
- Клэнси Браун — Таскмастер
- Кимберли Брукс — Аманда Кейдж
- Трой Бэйкер — Клинт Бартон / Соколиный Глаз, Локи, Эйтри
- Лаура Бэйли — Наташа Романофф / Чёрная Вдова
- Майло Вентимилья — Человек-паук Нуар
- Грегори Гранберг — Бен Паркер
- Грей ДеЛизл — Тана Найл
- Тревор Дивэлл — Енот Ракета (3 сезон)
- Джон ДиМаджио — Крушитель, Гризли
- Бен Дискин — Питер Поркер / Свин-паук, Скаар, Майкл Морбиус
- Майкл Кларк Дункан — Грут (2 сезон)
- Кэм Кларк — Забивальщик, Капитан Ультра
- Крис Кокс — Звёздный Лорд
- Дэвид Колман — Доктор Стрэндж
- Терри Крюс — Блэйд
- Дэвид Кэй — ДЖАРВИС (3 сезон)
- Фил ЛаМарр — ДЖАРВИС (1 сезон), Уолтер Кейдж, Плащ, Дормамму
- Морис ЛаМарш — Доктор Дум, Чарльз, Плимут Рокен
- Стэн Ли — Уборщик Стэн (1-2 сезон) / Директор Стэн (3 сезон)
- Росс Линч — Джек Рассел / Ночной Оборотень
- Питер Лури — Саблезубый
- Джеймс Марстерс — Корвак
- Макс Миттелман — Алекс О`Херн
- Фил Моррис — Макс Фьюри / Скорпион
- Уэнди Мэлик — Норма Озборн / Гоблин
- Джейсон Мэрсден — Оливер Осник / Стальной Паук
- Нолан Норт — Джон Джеймсон / Человек-волк
- Эдриан Пасдар — Тони Старк / Железный Человек
- Роб Полсен — Батрок Прыгун, Бумеранг
- Кевин Майкл Ричардсон — Кейн Марко / Джаггернаут, Улик, Энди, Грут (3 сезон), Бульдозер, Мак, Франкенштейн
- Бампер Робинсон — Сэм Уилсон / Сокол
- Фредди Родригес — Человек-паук 2099
- Дэрил Сабара — Носорог
- Роджер Крэйг Смит — Стивен Роджерс / Капитан Америка
- Дэвид Соболов — Дракс Разрушитель
- Джордж Такеи — Старший Монах
- Фред Таташор — Халк, Громобой
- Трэвис Уиллингэм — Тор, Скердж
- Билли Уэст — Енот Ракета (2 сезон)
- Одед Фер — Живая Мумия
- Уилл Фридел — Дэдпул
- Ника Футтерман — Гамора
- Оливия Холт — Петра Паркер / Девушка-паук
- Марк Хэмилл — Кошмар
- Кит Шарабайка — Живой Лазер
- Дуайт Шульц — Месмеро
- Эшли Экштейн — Кинжал

## Список эпизодов

### Сезон 1
| # | Название                                                                       | Режиссёр                               | Сценарист                                  | Дата премьеры    |
| --- | ------------------------------------------------------------------------------ | -------------------------------------- | ------------------------------------------ | ---------------- |
| 1 2 | «Большая сила» «Большая ответственность» «Great Power» «Great Responsibility'» | Алекс Сото, Фил Пигнотти и Тим Элдеред | Man of Action, Эйджин Сон и Джекоб Семахен | 1 апреля 2012    |
| 16-летний Питер Паркер — ученик средней школы — весь год ведёт борьбу с преступностью в Нью-Йорке в качестве Человека-паука. Вскоре, Ник Фьюри — директор секретной миротворческой организации Щ.И.Т. — предлагает ему обучаться в Щ. И. Т.е, чтобы стать частью новой «Команды Совершенного Человека-Паука», состоящей из Люка Кейджа, Железного кулака, Новы и Белой Тигрицы, но супер-герой отказывается. Тем временем, Норман Озборн, нацелившийся на Спайди, использует Доктора Октопуса, с целью заполучить его ДНК, чтобы создать армию Пауков-солдатов и продавать их Правительству США. После атаки Ужасной четвёрки на школу, в ходе которой пострадали лучшие друзья Питера — Мэри Джейн Уотсон и Гарри Озборн, Человек-Паук соглашается вступить в Щ. И. Т., чтобы стать «великим»… Человек-Паук принимает предложение Ника Фьюри, чтобы тренироваться в Щ. И. Т.е с Новой (Сэм Александр), Белой Тигрицой (Ава Айяла), Силачом (Люк Кейдж) и Железным Кулаком (Денни Ренд), чтобы стать совершенным. Но на Паучка снова нападает Ужасающая Четвёрка. Теперь Человек-Паук должен научиться работать вместе в новой команде, чтобы остановить Ужасающую Четвёрку. |                                                                                |                                        |                                            |                  |
| 3 | «Обречены!» «Doomed!»                                                          | Гэри Хартли и Джеф Аллен               | Man of Action                              | 8 апреля 2012    |
| Завязался детский спор «Кто круче?» между Человеком-Пауком и Новой. Чтобы доказать себе и Фьюри, они рыскают в базе Щ. И. Т.а в поисках супер-злодея, которого они могут поймать. Выбор остановился на Докторе Думе. Человек-Паук и его команда летят в Латверию и берут Дума, но они не знают, какой им ожидает сюрприз на Хеликерриере, ведь этот их пленённый Дум не Дум, а несколько Дум-ботов, которые готовы разрушать всё и вся. |                                                                                |                                        |                                            |                  |
| 4 | «Веном» «Venom»                                                                | Алекс Сото                             | Man of Action и Джеймс Фелдер              | 15 апреля 2012   |
| Использовав ДНК из образца крови Человека-Паука, Доктор Осьминог создаёт искусственную, симбиотическую форму жизни по имени Веном. Движимое своим желанием слиться с Питером, существо сбегает из лаборатории, отслеживает его до дома Гарри Озборна и начинает нести хаос, прыгая с одной жертвы на другую, обладая способностями почти каждого из товарища по команде Питера. В конце серии Гарри находит кусочек Венома и начинает его дрессировать. |                                                                                |                                        |                                            |                  |
| 5 | «Полёт Железного Паука» «Flight of the Iron Spider»                            | Фил Пигнотти                           | Man of Action                              | 22 апреля 2012   |
| После боя с Живым Лазером, Человек-Паук встречается со всеми известным супер-героем Железным Человеком. Под впечатлением научных знаний Человека-Паука, Железный Человек строит ему высокотехнологичную броню Железного Паука, который оснащён множеством мощных вооружений. Несмотря на отсутствия необходимых навыков и не имея никакого контроля над функциями костюма, Человек-Паук становится всё более самодовольным о своей технике, которая увеличивает нагрузку на его отношения с командой. |                                                                                |                                        |                                            |                  |
| 6 | «Ненавижу физ-ру» «Why I Hate Gym»                                             | Джеф Аллен и Гэри Хартли               | Man of Action и Джои Фэллон                | 29 апреля 2012   |
| Таскмастер под прикрытием проникает в школу Питера, чтобы поймать Человека-Паука. Человек-Паук и Белая Тигрица должны работать сообща и найти способ победить противника, который может имитировать любые приёмы. |                                                                                |                                        |                                            |                  |
| 7 | «Эксклюзив» «Exclusive»                                                        | Алекс Сото                             | Man of Action и Дэниэль Волф               | 6 мая 2012       |
| Человек-Паук соглашается дать видео-интервью начинающей журналистке Мэри Джейн Ватсон. Но интервью прерывается, когда Невероятный Халк появляется в Манхэттене и начинает всё крушить. Мери Джейн продолжает снимать, как Человек-Паук пытается остановить Халка. Но они не знают, что скрывается более опасная угроза. |                                                                                |                                        |                                            |                  |
| 8 | «Снова в чёрном» «Back in Black»                                               | Фил Пигнотти                           | Man of Action                              | 13 мая 2012      |
| Таинственный новый супер-герой появляется в Нью-Йорке, одетый в чёрный костюм и имеет аналогичные способности Человека-Паука, привлекая позитивное внимание общественности. Питер подозревает нового героя, что это Веном, но его товарищи не верят, думая, что Питер просто ревнует. Затем Питер открывает личность нового супер-героя, и это Гарри Озборн. Питер пытается убедить Гарри избавиться от симбиота, прежде чем он завладеет его разумом и сделает его злым. |                                                                                |                                        |                                            |                  |
| 9 | «Экскурсия» «Field Trip»                                                       | Алекс Сото                             | Man of Action и Эйджин Сон                 | 20 мая 2012      |
| Во время школьной экскурсии в музей, Денни переводит надписи на древней скандинавской руне, что случайно вызывает Ледяного Великана. Норвежский Бог грома Тор прибывает, чтобы помочь команде Человека-Паука, но магия медальона на шее Великана превращает Тора в говорящую лягушку. Команда следует за Тором в Асгард, где властолюбивый Локи с Ледяными Великанами пытаются захватить трон Асгарда. |                                                                                |                                        |                                            |                  |
| 10 | «Жуть» «Freaky»                                                                | Джефф Аллен                            | Брайан Майкл Бендис                        | 17 июня 2012     |
| После того, как Человек-Паук и Росомаха поймали мутанта Месмеро, супер-злодей использует умственные способности, чтобы они поменялись телами, создавая серьёзные проблемы для двух героев, так как в город прибыл Саблезубый: один из врагов Росомахи. |                                                                                |                                        |                                            |                  |
| 11 | «Веномус» «Venomous»                                                           | Фил Пигнотти                           | Man of Action                              | 24 июня 2012     |
| Веном вернулся, снова используя Гарри, как его хозяина, и теперь его цель, это Норман Озборн. Человек-Паук сталкивается с дилеммой: самостоятельно помочь Гарри или довериться и всё рассказать команде, которой Фьюри приказал нейтрализовать Венома раз и навсегда. |                                                                                |                                        |                                            |                  |
| 12 | «Личное время» «Me Time»                                                       | Алекс Сото                             | Man of Action и Джекоб Семахен             | 1 июля 2012      |
| После боя с Вихрем, Человек-Паук выпрашивает выходной у Ника Фьюри. Тем временем, Доктор Осьминог выбирает именно это время, чтобы захватить Человека-Паука, или Норман Озборн уничтожит его работу. |                                                                                |                                        |                                            |                  |
| 13 | «Стрендж» «Strange»                                                            | Джеф Аллен                             | Man of Action и Джеймс Фелдер              | 8 июля 2012      |
| Население Нью-Йорка впало в таинственный сон, но Железный Кулак и Человек-Паук остаются в сознании. Они обращаются за помощью к колдуну Доктору Стрэнджу, и он объясняет, что это дело рук демона по имени Кошмар. Чтобы это всё остановить, герои должны попасть в Мир Снов и победить Кошмара, преодолевая свои сомнения и самые глубочайшие страхи. |                                                                                |                                        |                                            |                  |
| 14 | «В ажуре» «Awesome»                                                            | Фил Пигнотти                           | Man of Action и Эйджин Сон                 | 15 июля 2012     |
| Питер Паркер пытается разделить своё внимание между созданием научного проекта с Люком Кейджем и поимкой Джаггернаута. В отчаянии, он решил «одолжить» одно из изобретений Доктора Коннорса, который становится большой угрозой для города. |                                                                                |                                        |                                            |                  |
| 15 | «Только ради вашего глаза» «For Your Eye Only»                                 | Джефф Аллен                            | Брайан Майкл Бендис                        | 22 июля 2012     |
| Хеликерриер захвачен Зодиаком, элитной криминальной организацией, которая захватила Ника Фьюри в плен, взламывают данные Щ. И. Т.а и ставят корабль на самоуничтожение. Человек-Паук единственный, кто сможет спасти Фьюри и остановить Зодиак, прежде чем они получат все ценные данные и корабль разрушится над Нью-Йорком. В эпизоде есть несколько отсылок на Агента 007. Например: Вступительное интро Человека-паука где он говорит что он "крутой агент Щ.И.Т.а" похоже на вступительные интро к фильмам про агента 007; Ник Фьюри останавливает таймер самоуничтожения на отметке 0:07, что также отсылает Агенту 007 |                                                                                |                                        |                                            |                  |
| 16 | «Жукомания» «Beetle Mania»                                                     | Алекс Сото                             | Man of Action и Скотт Мосьер               | 29 июля 2012     |
| Суровый критик Человека-Паука, Джей Джона Джеймсон, является мишенью Жука, супер-злодея, снабжённого множеством высокотехнологичного оружия. К раздражению Питера, команде приказано охранять здание Дейли Бьюгл, но когда Мэри Джейн рассказывает Питеру, что она направляется к Джеймсону на собеседование, он пытается остановить её до прихода Жука. |                                                                                |                                        |                                            |                  |
| 17 | «Снежный день» «Snow Day»                                                      | Фил Пигнотти                           | Man of Action и Рич Фогел                  | 5 августа 2012   |
| Агент Коулсон посылает Человека-Паука и его команду на тренировку в арктической базе Щ. И. Т.а для подготовки выживания в зимней среде. Вместо этого, они улизнули на тропический остров (который Нова нашёл в базе Щ. И. Т.а) для отпуска. Тем не менее, в то время, как остров кажется тропическим раем, что-то зловещее скрывается в песках и хочет «поиграть» с новыми товарищами и не отпускать их. |                                                                                |                                        |                                            |                  |
| 18 | «Погром» «Damage»                                                              | Джефф Аллен                            | Man of Action и Скотт Мосьер               | 19 августа 2012  |
| Команда Человека-Паука борется с Крушителями, но в конечном итоге наносят огромное количество урона. Фьюри приказывает им убрать беспорядок с Аварийной Бригадой, компанией, которая специализируется на очистке ущерба, вызванными супер-героями. Человек-Паук разочарован этой скучной работой, но он начинает подозревать преступную деятельность Аварийной Бригады, когда он замечает, что их директор Мак Портер ведёт себя подозрительно. |                                                                                |                                        |                                            |                  |
| 19 | «Неприкаянный Халк» «Home Sick Hulk»                                           | Алекс Сото                             | Дэниел Волфф и Man of Action               | 9 сентября 2012  |
| После того, как Халк заболел инопланетной инфекцией, вызванной железной Фалангой, Человек-Паук, который боится, что Щ. И. Т. сделает с ним что-нибудь ужасное, нежели помочь ему, пытается скрыть его в своём доме от Фаланги, Ника Фьюри и тёти Мэй. |                                                                                |                                        |                                            |                  |
| 20 | «Беги, Хряк, беги» «Run Pig Run»                                               | Фил Пигнотти                           | Man of Action и Эйджин Сон                 | 16 сентября 2012 |
| Локи пытается отомстить Человеку-Пауку, превратив его в свинью, используя зачарованный хот-дог. С помощью Тора и всей силы Щ. И. Т.а, «Питер Поркер» должен пережить Асгардскую охоту на кабана в Нью-Йорке. |                                                                                |                                        |                                            |                  |
| 21 | «Я — Человек-Паук» «I Am Spider-Man»                                           | Джефф Аллен                            | Man of Action и Джои Фэллон                | 23 сентября 2012 |
| Питер Паркер в шоке, узнав, что Мидтаунская Школа делает спектакль про Человека-Паука, и в главной роли Флеш Томпсон. Дело становится опасным, когда Трепстер думает, что Флеш, это реальный Человек-Паук. |                                                                                |                                        |                                            |                  |
| 22 | «Железный Осьминог» «The Iron Octopus»                                         | Алекс Сото                             | Man of Action и Френк Тиери                | 30 сентября 2012 |
| Доктор Осьминог вернулся! Он взламывает бронекостюмы Железного Человека, и отправляет один из них, чтобы уничтожить Нормана Озборна. В то время, как Норман обвиняет Железного Человека виновным за эту атаку и угрожает подать его на суд, Человек-Паук восстанавливает щупальце Окто-бота и узнает больше истории про Коннорса, Октавиуса и Нормана. Затем Доктор Осьминог нападает на Хеликерриер в своей новой броне на основе Арк-Реактора Старка и похищает Нормана и Гарри. Человеку-Пауку придётся надеть броню Железного Паука, чтобы спасти их. |                                                                                |                                        |                                            |                  |
| 23 | «Не игрушка» «Not a Toy»                                                       | Фил Пигнотти                           | Брайан Майкл Бендис                        | 7 октября 2012   |
| Команда Человека-Паука тренируется с самим Капитаном Америкой на борту Хеликерриера. Когда Капитан доверил им свой щит, Человек-Паук случайно бросает его в окно и оно приземляется к посольству Латверии, где находился Доктор Дум. Человек-Паук и Капитан Америка пытаются проникнуть в посольство и вернуть щит, прежде чем Доктор Дум исследует его и воспользуется им для своих гнусных целей. |                                                                                |                                        |                                            |                  |
| 24 | «Нападение Жука» «Attack of the Beetle»                                        | Джефф Аллен                            | Man of Action и Скотт Мосьер               | 14 октября 2012  |
| К ужасу и ревности Питера, тётя Мэй и Коулсон становятся близкими друзьями и решили пойти на ужин. Планы Питера сорвать это свидание ведёт к краху, когда объявляется Жук, который имеет давние счёты с Коулсоном. |                                                                                |                                        |                                            |                  |
| 25 26 | «Разоблачённый» «Восхождение Гоблина» «Revealed» «Rise of the Goblin'»         | Алекс Сото и Фил Пигнотти              | Man of Action, Эйджин Сон и Джекоб Семахен | 28 октября 2012  |
| Доктор Осьминог захватывает Человека-Паука и получает от него больше образцов его крови для своих опытов. Также на сцену выходит Норман Озборн, который командовал Октопусом для того, чтобы с помощью Человека-Паука создать непобедимую армию на основе его ДНК. Но Осьминог хочет жестоко отомстить Норману за всё, поэтому он втыкает ему в кровь, смесь ДНК Человека-Паука и Венома, и Норман мутирует в жуткого монстра и нового врага Человека-Паука: в Зелёного Гоблина. Зелёный Гоблин нападает на Мидтаунскую школу. Человек-Паук и Щ. И. Т. сопровождает Гарри на Хеликерриер для его защиты. Зелёный Гоблин отслеживает Хеликерриер и начинает на него атаку, впоследствии корабль идёт ко дну. Пока корабль тонет, Человек-Паук пытается спасти Гарри и убедить его, что отец стал полностью злым, но Зелёный Гоблин манипулирует Гарри, вызывая в нём симбиота Венома, и объединяется с ним, чтобы уничтожить Человека-Паука. |                                                                                |                                        |                                            |                  |

### Сезон 2
Список серий
| Общ. № | № в сезоне | Название                                | Режиссёр     | Написан                                                         | Дата выхода      |
| --- | ---------- | --------------------------------------- | ------------ | --------------------------------------------------------------- | ---------------- |
| 27 | 1          | Ящер                                    | Рой Бирдайн  | Man of Action и Джекоб Семахен                                  | 21 января 2013   |
| Команда Человека-Паука исследует новейшее логово Доктора Октопуса и заполучить его изобретение: ампулы, содержащие ДНК различных животных. Учёный Щ. И. Т.а Доктор Коннорс (чья левая рука была разорвана в результате битвы на Хелликериере) впрыскивает дважды в себя ДНК ящерицы. В то время, когда у него восстанавливается рука, он в конце концов становится монстром по имени Ящер. Введённый персонаж: Ящер |            |                                         |              |                                                                 |                  |
| 28 | 2          | Электро                                 | Фил Пигнотти | Man of Action и Эйджин Сон                                      | 21 января 2013   |
| Электро возвращается и выкачивает большую часть электроэнергии из Нью-Йорка, таким образом, став Совершенным Электро и угрожает уничтожить мир. Это заставляет Человека-Паука и его команду остановить его. |            |                                         |              |                                                                 |                  |
| 29 | 3          | Носорог                                 | Тим Малтби   | Man of Action и Эд Валентин                                     | 27 января 2013   |
| Человек-Паук и Силач сталкиваются с Носорогом, невероятно сильным злодеем, который пытается украсть химический груз из Оскорпа. В школе, Питер и Люк видят, как Флеш Томпсон запугивает застенчивого ученика по имени Алекс О’Хёрн. Вскоре, узнаётся, что Алекс и есть тот самый Носорог, и он планирует отомстить Флешу. |            |                                         |              |                                                                 |                  |
| 30 | 4          | Крейвен-Охотник                         | Рой Бирдайн  | Man of Action и Дэниель Волф                                    | 3 февраля 2013   |
| Еву в последнее время преследуют воспоминания о прошлом и изо всех сил пытается овладеть силой Амулета Тигра, из-за этого она становится более агрессивной и дикой. Человек-Паук пытается найти способ, чтобы помочь ей, но вся команда нейтрализована Крейвеном-Охотником, который появляется вновь в Нью-Йорке и тот, кто в прошлом убил отца Евы, и он жаждет украсть у неё Амулет Тигра. |            |                                         |              |                                                                 |                  |
| 31 | 5          | Соколиный Глаз                          | Фил Пигнотти | Man of Action и Скотт Мосиер                                    | 10 февраля 2013  |
| Жук нападает на строительную площадку Хелликериера Щ. И. Т.а. Ник Фьюри приказывает Человеку-Пауку и Соколиному Глазу (член команды Мстителей) задержать его. В стремлении и разногласий, повреждается один из веб-шутеров Человека-Паука и его рука приклеивается с рукой Соколиного Глаза. Они должны оставить все разногласия и поймать Жука, несмотря на своё положение. |            |                                         |              |                                                                 |                  |
| 32 | 6          | Зловещая Шестёрка                       | Тим Малтби   | Man of Action и Скотт Мосиер                                    | 17 февраля 2013  |
| Доктор Осьминог объединяется с: Носорогом, Крейвеном-Охотником, Жуком, Электро, в одну команду, и хитростью заманивает Человека-Паука в свою подводную лабораторию, поставив Доктора Курта Коннорса, как приманку. Всё становится хуже, когда Октопус превращает Коннорса во второй раз, вновь в Ящера, чтобы сформировать первую Зловещую Шестёрку. Человек-Паук должен дождаться прибытия команды и продержаться против всех этих шестерых супер-злодеев.                                                                                                   |            |                                         |              |                                                                 |                  |
| 33 | 7          | Человек-Павук!                          | Рой Бирдайн  | История: Джои Куесада Вещание: Man of Action и Джимми Палмиотти | 24 марта 2013    |
| Только когда жизнь Человека-Паука превращается в фиаско в Нью-Йорке, а Джей Джона Джеймисон выставляет награду за раскрытия личности Человека-Паука, его приглашает мэр Бостона, чтобы он стал их супер-героем и талисманом туризма города. Вскоре после этого, Человек-Паук борется со Стальным Пауком и группой супер-злодеев под названием Бостонские Террористы. |            |                                         |              |                                                                 |                  |
| 34 | 8          | Карнаж                                  | Фил Пигнотти | Man of Action и Поул Гиакоппо                                   | 31 марта 2013    |
| Питер решается на то, чтобы рассказать Гарри о своей двойной жизни, но всему этому помешал Зелёный Гоблин и похищает Питера. Он ставит опыт на Питере, внедрив в него Венома, в результате которого, появляется новый симбиот по имени Карнаж. Когда Карнаж нападает на квартиру Гарри, Гарри берёт контроль над симбиотом и вновь становится Веномом и решается убить Зелёного Гоблина раз и навсегда. |            |                                         |              |                                                                 |                  |
| 35 | 9          | Арестованный дом                        | Тим Малтби   | Man of Action и Эйджин Сон                                      | 7 апреля 2013    |
| После борьбы с Гризли, команда Человека-Паука готовит Питеру сюрприз в доме Питера и Мэй. Тем не менее, попытка Новы сломать предохранитель безопасности дома от Щ. И. Т.а становится провальной и запускается протокол безопасности Щ. И. Т.а, который хочет нейтрализовать жителей дома. |            |                                         |              |                                                                 |                  |
| 36 | 10         | Человек-Волк                            | Рой Бирдайн  | Man of Action и Дэниель Волф                                    | 14 апреля 2013   |
| Д. Д. Джеймсон неохотой просит помощи у Человека-Паука, чтобы найти пропавшего сына Джона Джеймсона на Луне. С прибытием на Луну, команда Человека-Паука видит, как Джеймсон становится Человеком-Волком. |            |                                         |              |                                                                 |                  |
| 37 | 11         | Рой                                     | Фил Пигнотти | Man of Action и Скотт Моисер                                    | 9 июня 2013      |
| Человек-Паук изобретает Жучка-Паучка, высокотехнологичное устройство слежения, который он планирует использовать на злодеев. Он обновляет изобретение технологиями Тони Старка без его разрешения, случайно давая ему возможность создавать множественные копии. Недовольный Старком Индастриз учёный Майкл Тан использует машину своего изобретения, чтобы рассыпаться на атомы и подчинить гаджет Паучка, чтобы стать Роем и отомстить Тони Старку. |            |                                         |              |                                                                 |                  |
| 38 | 12         | Кроха Человек-Паук                      | Тим Малтби   | Man of Action, Кевин Бёрк и Крис «Док» Вуатт                    | 9 июня 2013      |
| Ища Тора, который пропал в битве, команда Человека-Паука оказывается заколдованным трюком Локи и становятся малышами. Ник Фьюри помещает их в детскую комнату Щ. И. Т.а. Тор тоже превратился в малыша, и команда Человека-Паука должен найти способ, чтобы помочь Тору и самим себе и победить Локи, который подчинил себе броню Разрушителя. |            |                                         |              |                                                                 |                  |
| 39 | 13         | Путешествие Железного Кулака            | Рой Бирдайн  | Man of Action и Джекоб Семахен                                  | 16 июня 2013     |
| После нападения таинственного убийцы, Дэнни уезжает в К’ун-Л’ун (древний гималайский город, в котором он обучался боевым искусствам и где он стал Железным Кулаком) и его сопровождает Человек-Паук. Он должен принять участие в конкурсе, но яд из лезвия убийцы временно ослепляет его. Человек-Паук должен занять его место в конкурсе и победить сильного воина по имени Скорпион. |            |                                         |              |                                                                 |                  |
| 40 | 14         | Невероятный Паук-Халк                   | Фил Пигноти  | Брайан Майкл Бендис                                             | 23 июня 2013     |
| Во время эксперимента Щ. И. Т.а, чтобы укротить ярость Халка, Месмеро смог поменять разумы Человека-Паука и Халка для своего удовольствия. Это дилемма обостряется, когда победить Халка приходит Существо. |            |                                         |              |                                                                 |                  |
| 41 | 15         | Стен всегда со мной                     | Тим Малтби   | Man of Action и Джои Фаллон                                     | 7 июля 2013      |
| Человек-Паук, Мэри Джейн и Уборщик Стен входят в канализацию, чтобы найти Ящера, который атаковал Мидтаунскую Школу и совершает ряд похищений. |            |                                         |              |                                                                 |                  |
| 42 | 16         | Совершенный Дэдпул                      | Рой Бирдайн  | Man of Action и Эд Валентин                                     | 14 июля 2013     |
| Таскмастер крадёт цифровой файл, в котором хранятся все тайны личностей супер-героев, который работает на Щ. И. Т., в том числе там и Человек-Паук с его командой. Человек-Паук отправляется за Таскмастером вместе с Дэдпулом (болтливый наёмник, который когда-то тоже обучался в Щ. И. Т.е), чтобы вернуть файл. Человек-Паук вскоре понимает, что Дэдпул не истинный герой. |            |                                         |              |                                                                 |                  |
| 43 | 17         | Бомба Венома                            | Фил Пигнотти | Man of Action и Скотт Моисер                                    | 21 июля 2013     |
| Зелёного Гоблина захватывает команда Человека-Паука и сажает его в тюрьму Щ. И. Т.а. на борту Три-Карриера. Гоблин выпускает Венома, который заражает всех людей Щ. И. Т.а, создавая армию Веномов. Когда Зелёный Гоблин освобождается и сливается с Веномом, Человеку-Пауку придётся заключить временный мирный союз с Доктором Октопусом и выпустить его на свободу, чтобы сделать сыворотку, которую вылечит людей Щ. И. Т.а от Венома и самого Нормана Озборна.                                                                                           |            |                                         |              |                                                                 |                  |
| 44 | 18         | Стражи Галактики                        | Тим Малтби   | Брайан Майкл Бендис                                             | 28 июля 2013     |
| Человек-Паук и Нова помогают Стражам Галактики в миссии, чтобы спасти галактику от Корвака и Читаури. Примечание: Этот эпизод был одним из финальных ролей Майкл Кларка Дункана, прежде чем он умер и этот эпизод был посвящён о его памяти. |            |                                         |              |                                                                 |                  |
| 45 | 19         | Родительская ловушка                    | Рой Бирдайн  | Man of Action и Каита Мпамбара                                  | 4 августа 2013   |
| Человек-Паук помогает Силачу обнаружить, что стало с его родителями на самом деле. Они в конечном счёте обнаруживают, что они были схвачены Скорпионом и Зодиаком, чтобы они воспроизвели формулу супер — солдата, который дал супер-силы Силачу, для своих гнусных целей. |            |                                         |              |                                                                 |                  |
| 46 | 20         | Игра окончена                           | Фил Пигнотти | Man of Action и Джекоб Семахен                                  | 29 сентября 2013 |
| Когда Аркада планирует запустить ядерные ракеты, чтобы вызвать Третью Мировую Войну, Человек-Паук объединяется с Капитаном Америкой и Росомахой, чтобы проникнуть в Мэдленд Аркады, расположенный в Мадрипуре, и остановить Аркаду. |            |                                         |              |                                                                 |                  |
| 47 | 21         | Блейд (Часть 1)                         | Рой Бирдайн  | Man of Action, Кевин Бёрк и Крис «Док» Вуатт                    | 5 октября 2013   |
| На ночь Хеллоуина, команде Человека-Паука поручено найти две части Анка Текаментепа (древний египетский волшебный артефакт) вместе с Блейдом, охотником на вампиров. Они подвергаются нападению армии вампиров, посланным королём вампиров Дракулой, который хочет завладеть Анком, дабы лишиться слабости от солнечного света. Когда была получена первая часть Анка, Фьюри посылает команду и Блейда в музей, чтобы добыть вторую часть, прежде чем Дракула доберётся и до него.                                                                            |            |                                         |              |                                                                 |                  |
| 48 | 22         | Ревущая Командос (Часть 2)              | Фил Пигнотти | Man of Action, Кевин Бёрк и Крис «Док» Вуатт                    | 5 октября 2013   |
| Дракула получил обе части Анка Текаментепа и гипнозом подчинил команду Человека-Паука (кроме самого Паучка). Для того, чтобы остановить Дракулу до восхода солнца, Человек-Паук и Блейд объединяют силы с Ревущим Командос Ника Фьюри (команда Щ. И. Т.а, состоящая из монстров, таких как Монстр-Фракенштейн, Оборотня, Эн’Канту Мумией и Человека-Твари) и проникают в замок Дракулы, чтобы отобрать Анк. |            |                                         |              |                                                                 |                  |
| 49 | 23         | Второй шанс для героя                   | Тим Малтби   | Man of Action, Кевин Бёрк и Крис «Док» Вуатт                    | 20 октября 2013  |
| Норман Озборн (ныне известный теперь, как Железный Патриот) и Человек-Паук объединяются, чтобы победить Ужасающую Четвёрку и Супер-Солдат Доктора Октопуса. |            |                                         |              |                                                                 |                  |
| 50 | 24         | Возвращение Песочного Человека          | Рой Бирдайн  | Man of Action и Дэниель Волф                                    | 27 октября 2013  |
| Песочный Человек возвращается в Нью-Йорк, утверждая, что он изменился и хочет стать героем, в то время, как остальные не доверяют ему. Человек-Паук видит в этом шанс для своего бывшего врага и пытается ему помочь. |            |                                         |              |                                                                 |                  |
| 51 | 25         | Возвращение Зловещей Шестёрки (Часть 1) | Фил Пигнотти | Man of Action и Скотт Моисер                                    | 3 ноября 2013    |
| Доктор Осьминог и Ящер врываются в Остров Райкер (остров тюрьму для супер-злодеев, и обычных людей) и освобождают: Носорога, Электро, Крейвена-Охотника, и Скорпиона, и оснащаются боевыми доспехами Оскорпа, объединяются в одну команду, и становятся второй Зловещей Шестёркой. Команда Человека-Паука и Железный Патриот, пытаются остановить их. В то время, как Человек-Паук пытается вылечить Ящера, главарь, и член шайки Октопус пытается превратить Озборна вновь во второй раз, в Зелёного Гоблина, и в конце серии ему это удаётся.               |            |                                         |              |                                                                 |                  |
| 52 | 26         | Великий (Часть 2)                       | Тим Малтби   | Man of Action и Джекоб Семахен                                  | 10 ноября 2013   |
| После боя со второй Зловещей Шестёркой, Норман Озборн вновь, во второй раз, превращается в Зелёного Гоблина и похищает команду Человека-Паука (которая потерпела поражение от второй Зловещей Шестёрки). Зелёный Гоблин их гоблинизирует и планирует использовать старый Хелликериер, чтобы распространить его гоблинский газ по всему Нью-Йорку, и превратить жителей в ужасных Зелёных Гоблинов. Но с помощью сыворотки Доктора Коннорса, Паучок вылечивает свою команду и побеждает Зелёного Гоблина. Из-за его подвига, ему предлагают место в Мстителях. |            |                                         |              |                                                                 |                  |

### Сезон 3 — Паутинные Воины
21 января 2013 года вышел второй сезон сериала. В июле 2013 года Marvel и Disney XD на фестивале San Diego Comic-Con 2013 анонсировали выпуск третьего сезона, в рамках которого мультсериал получит подзаголовок Web Warriors (рус. Паутинные Бойцы).
Список серий
| Общ.№ | № в сезоне | Название                      | Режиссёр    | Написан                       | Дата выхода      |
| --- | ---------- | ----------------------------- | ----------- | ----------------------------- | ---------------- |
| 53 | 1          | Мстящий Человек-Паук: Часть 1 | Рой Бирдайн | Пол Дини                      | 31 августа 2014  |
| Локи объединяет усилия с Доктором Осьминогом, и выпускает его из тюрьмы, и переносит в его подводную лабораторию, чтобы уничтожить Мстителей (в составе которых Железный Человек, Капитан Америка, Тор, Халк, Соколиный Глаз, Чёрная Вдова, Сокол и новый участник Человек-Паук). Локи меняется телами с Питером, и теперь всем кажется, что именно Человек-Паук разрушает Нью-Йорк, призывает разных монстров из Асгарда и «веномотизирует» их. Но когда Человек-Паук после битвы с Локи, меняется обратно телами, всё становится для него ещё хуже. |            |                               |             |                               |                  |
| 54 | 2          | Мстящий Человек-Паук: Часть 2 | Тим Малтби  | Пол Дини                      | 31 августа 2014  |
| Человек-Паук, его команда и Мстители объединяют усилия, чтобы спасти Землю от Локи, Доктора Октопуса и их армии Веномов. |            |                               |             |                               |                  |
| 55 | 3          | Агент Веном                   | Кэлвин Ли   | Эйджин Сон                    | 7 сентября 2014  |
| После боя Человека-Паука с Скорпионом-Веномом, часть симбиота прицепляется к Флешу Томпсону и он становится Агентом Веномом. В то же время, Жук возвращается и пытается извлечь симбиота из тела Флеша, а в это время Человек-Паук сражается с Таскмастером, который хочет сделать то же самое. В конце концов Флеш присоединяется к Человеку-Пауку и Щ. И. Т.у, чтобы научиться лучше управлять симбиотом. |            |                               |             |                               |                  |
| 56 | 4          | Плащ и Кинжал                 | Рой Бирдайн | Дэниель Волф                  | 14 сентября 2014 |
| Человек-Паук хочет пригласить Плаща и Кинжал к инициативе Новых Войнов (когда он узнал, что Таскмастер хочет сделать то же самое), но в конечном счёте, он пытается остановить Дормамму, чтобы освободить Доктора Стренджа, Плаща и Кинжал, Белую Тигрицу и Железного Кулака и помешать вторжению на Землю. |            |                               |             |                               |                  |
| 57 | 5          | Новый Железный Паук           | Тим Малтби  | Кевин Брук и Крис «Док» Вуатт | 21 сентября 2014 |
| Когда Питер показывает броню Железного Паука одноклассникам на научной ярмарке своей школы на благотворительные цели, его интеллектуальный 13-летний соперник Амадеус Чо тоже на это смотрит, и после ряда событий, когда атаковали школу, он надевает броню Железного Паука, что заставляет Человека-Паука всё больше ему завидовать (учитывая, что он никогда не мог контролировать броню). Вещи становятся хуже, когда Амадеус ставит цель на Человека-Паука, считая его угрозой, а не истинным героем, а Таскмастер хочет заполучить его броню для своих целей. После победы над ним, Человек-Паук позволяет оставить броню у Амадеуса и уговаривает его присоединиться к Новым Войнам. |            |                               |             |                               |                  |
| 58 | 6          | Стервятник                    | Кэлвин Ли   | Генри Гирлои и Марти Исенберг | 28 сентября 2014 |
| Человек-Паук пытается уговорить присоединиться к Новым Войнам человека, по имени Стервятник, который когда-то был испытуемым Доктора Осьминога и который отправляется к Гарри, чтобы узнать секреты его прошлого. Когда Человек-Паук остановил Стервятника и убедил его, что Гарри невиновен, он пытается помочь узнать его секреты, выпустив Октопуса из камеры для ответов. Всё становится ещё хуже, когда они добираются к бывшему укрытию правды Стервятника. Человек-Паук приглашает Стервятника к Новым Войнам, но он отказывается, хотя бы найти своё место в жизни. И после этого, с ним заключает союз Таскмастер.                                                                 |            |                               |             |                               |                  |
| 59 | 7          | Дикий Человек-Паук            | Рой Бирдайн | Джим Маккен                   | 7 октября 2014   |
| Человек-Паук сопровождает Росомаху на Дикую Землю, чтобы завербовать Ка-Зара и его друга саблезубого тигра Забу. За это время, они оказываются втянуты в заговор Таскмастера и Крейвена-Охотника, которые хотят похитить Забу, как часть ритуала для Крейвена, чтобы он стал бессмертным. |            |                               |             |                               |                  |
| 60 | 8          | Новые Воины                   | Тим Малтби  | Эйджен Сон                    | 14 октября 2014  |
| Теперь, когда юные герои собраны, Человек-Паук и Новые Воины должны защитить Три-Карриер от Громовержцев (состоящих из Таскмастера, Стервятника, Плаща и Кинжал), которые смогли освободить Зелёного Гоблина, Доктора Осьминога и Скорпиона. |            |                               |             |                               |                  |
| 61 | 9          | Паучья Вселенная: Часть 1     | Кэлвин Ли   | Дэниель Волф                  | 5 марта 2015     |
| Человек-Паук узнаёт, что Зелёный Гоблин планирует путешествие по мультивселенной, используя Гибельное Седалище, который он украл у Щ. И. Т.а и энергию Электро, чтобы собрать ДНК других Людей-Пауков. Человек-Паук следует за своим врагом вплоть до футуристического мира Марвел 2099 и сражается бок о бок с Человеком-Пауком 2099. Затем он в другой вселенной встречается с Девушкой-Пауком, чтобы победить их версии Зелёных Гоблинов. |            |                               |             |                               |                  |
| 62 | 10         | Паучья Вселенная: Часть 2     | Рой Бирдайн | Пол Дини                      | 12 марта 2015    |
| В новом скачке сквозь мультивселенную, Человек-Паук попадает во Вселенную Марвел Нуар, где встречается с Человеком-Пауком Нуар. Потом он попадает в мультяшный мир, населённый антропоморфными животными, где он объединяется со Пауком-Свином. |            |                               |             |                               |                  |
| 63 | 11         | Паучья Вселенная: Часть 3     | Тим Малтби  | Кевин Брук и Крис «Док» Вуатт | 19 марта 2015    |
| Человек-Паук продолжает гоняться за Зелёным Гоблином по мультивселенной и попадает в средневековый мир, где он помогает Пауку-Рыцарю победить Алхимию (средневековая версия Доктора Октопуса) и его создание Кракена, чтобы спасти Нью — Йорк. Последняя его остановка перед возвращением домой оказывается альтернативная версия Ultimate-Вселенной, где он помогает Совершенному Человеку-Пауку (Майлзу Моралесу) преодолеть чувство вины, за то, что он не спас своего Питера Паркера и победить Совершенного Зелёного Гоблина. |            |                               |             |                               |                  |
| 64 | 12         | Паучья Вселенная: Часть 4     | Кэлвин Ли   | Эйджин Сон                    | 26 марта 2015    |
| После того, как Человек-Паук и Зелёный Гоблин возвращаются в свою вселенную, Зелёный Гоблин (который узнал личность Человека-Паука) впрыскивает в себя ДНК Людей-Пауков и становится Пауком-Гоблином. С помощью Электро, которого освобождают из Гибельного Седалища, Человек-Паук призывает Людей-Пауков, которых он повстречал (Паутинных Воинов), чтобы спасти мир от Паука-Гоблина и Электро. |            |                               |             |                               |                  |
| 65 | 13         | Возвращение Стражей Галактики | Рой Бирдайн | Брайан Майкл Бендис           | 6 июля 2014      |
| Стражи Галактики приземляются на Землю, чтобы починить свой корабль, в то время, когда член экс-Корпуса Новы Титус вместе с Читаури прибывает украсть Шлем Новы. Человек-Паук и Нова должны вместе со Стражами Галактиками победить Титуса и Читаури. |            |                               |             |                               |                  |
| 66 | 14         | Академия Щ. И. Т.а            | Тим Малтби  | Марти Исенберг                | 7 июля 2015      |
| Академия Щ. И. Т.а открывается на Трискеллионе, чтобы дать дополнительное образование молодым героем от таких людей, как Капитан Америка и Соколиный Глаз. На полпути их образования, Человек-Паук и Железный Паук случайно активируют старого злодея Второй Мировой Войны по имени Арним Зола. |            |                               |             |                               |                  |
| 67 | 15         | Неистовый Носорог             | Кэлвин Ли   | Марти Исенберг                | 14 июля 2015     |
| Когда Носорог узнал, что его главный задира Флеш становится героем, он начинает с яростью крушить Нью-Йорк. Человек-Паук и Агент Веном единственные, кто остался по близости, вместе с Халком, чтобы остановить Носорога. Всё же, Халк и Носорог сталкиваются в битве, и героям придётся остановить их, чтобы они не уничтожили город. |            |                               |             |                               |                  |
| 68 | 16         | Человек-Муравей               | Рой Бирдайн | Том Багсли                    | 21 июля 2015     |
| Ник Фьюри оказывается заражён нано-Октоботами Доктора Октопуса. Человек-Паук, Силач и Железный Паук объединяются с Человеком-Муравьём, чтобы проникнуть в тело Фьюри и спасти его. |            |                               |             |                               |                  |
| 69 | 17         | Поход за буррито              | Тим Малтби  | Маиргхед Скотт                | 28 июля 2015     |
| Жажда мексиканской кухни, тянет Человека-Паука, Силача и Девушку-Белку улизнуть из Трискеллиона, до прихода Соколиного Глаза, чтобы заполучить ночные буррито. По дороге, они должны остановить Месмеро, который снова подчинил людей Нью-Йорка, вместе с Батроком Прыгуном, Бумерангом, Гризли и Шокером. |            |                               |             |                               |                  |
| 70 | 18         | Нечеловечность                | Кэлвин Ли   | Геофри Торн                   | 4 августа 2015   |
| После боя Человека-Паука с Расплавленным Человеком, Нелюди объявили войну Манхэттену, и Ник Фьюри обвиняет Тритона в предательстве. Человек-Паук и Тритон обнаруживают, что Максимус промыл мозги королевской семье Нелюдей (Чёрного Грома, Медузы, Кристалл, Горгона и Карнака) и планирует разбить Аттилан на Манхэттен. |            |                               |             |                               |                  |
| 71 | 19         | Атака Синтезоидов (Часть 1)   | Рой Бирдан  | Эндрю Р. Робинсон             | 19 сентября 2015 |
| Арним Зола возвращается и начинает подменять сотрудников Человека-Паука на Синтезоидов. |            |                               |             |                               |                  |
| 72 | 20         | Реванш Арнима Зола (Часть 2)  | Тим Малтби  | Брандон Ауман                 | 26 сентября 2015 |
| Когда большинство сотрудников Щ. И. Т.а были заменены Синтезойдами, остаются лишь Человек-Паук, Агент Веном и Носорог, чтобы остановить Арниму Золу. |            |                               |             |                               |                  |
| 73 | 21         | Хеллоуинская ночь в музее     | Кэлвин Ли   | Дэниель Вулф                  | 10 октября 2014  |
| В анимированном кроссовере с Джесси, Джесси Прескотт, Эммой Россом, Люком Россом, Рави Россом, Зюри Россом и другими, посещают музей в ночь Хеллоуина. Джесси находит средневековый меч Леи Морганы, и случайно освобождает её от тюремного заключения. Джесси и Человек-Паук должны спасти Хеллоуин и мир от планов злой Леи Морганы. Специальные приглашённые звёзды: Дебби Райан в роли Джесси Прескотт, Пейтон Лист в роли Эммы Росс, Кэмирон Боус в роли Люка Росса, Каран Брар в роли Рави Росса, Скай Джексон в роли Зюри Росса. |            |                               |             |                               |                  |
| 74 | 22         | Кошмар на Рождество           | Рой Бирдан  | Эйджин Сон                    | 3 декабря 2014   |
| После боя с Шокером и падением с здания и потерей сознания, Человек-Паук видит мир, каков он был бы, если его не было, где Кошмар отправляет Паучка в его прошлое, где он дерётся с бандой Громил (Бык, Монтана и Красавчик Дэн), настоящее, где он снова дерётся с Шокером, и будущее, где Питер Паркер уже не Человек-Паук, а Король-Гоблин смог захватить мир и уничтожить практически каждого супер-героя. После всего этого, Человек-Паук борется с Кошмаром, чтобы выйти из сна и узнать, что значит быть героем, в котором больше всего нуждаются. |            |                               |             |                               |                  |
| 75 | 23         | Битва Чемпионов: Часть 1      | Тим Малтби  | Томас Ф. Захлер               | 3 октября 2015   |
| Обнаружив отсутствие людей в Нью-Йорке, и силовое поле вокруг города, Человек-Паук подвергается нападению Жука, Мерзости и Палача, которые его вырубают. Человек-Паук узнаёт, что он был выбран для главной игры Коллекционера против Грасстмастера, который стремиться представить Землю и унизить его брата. Человеческая раса находится под угрозой, Человек-Паук принимает участие в игре за Коллекционера. Первая игра проходит в Центральном Парке, где Человек-Паук, Железный Человек и Халк сталкиваются с Крейвеном-Охотником, Расплавленным Человеком и Вендиго в игре «Последний оставшийся».                                                                                    |            |                               |             |                               |                  |
| 76 | 24         | Битва Чемпионов: Часть 2      | Кэлвин Ли   | Мэтт Вейн                     | 10 октября 2015  |
| Во второй игре, Человек-Паук, Железный Кулак и Капитан Америка в игре Захват Флага сталкиваются против Песочного Человека, Блаастара и Имира. В третьей игре, Человек-Паук, Силач, Чёрная Вдова и Скаар сталкиваются против Доктора Осьминога, Поглотителя и Ззакса в режиме «Последняя выстоявшая команда». Всё становится хуже, когда Грасстмастер меняет условие арены, затопив Нью-Йорк и заполнив воду акулами. |            |                               |             |                               |                  |
| 77 | 25         | Битва Чемпионов: Часть 3      | Рой Бирдайн | Марти Исенберг                | 17 октября 2015  |
| В четвёртой игре, Человек-Паук объединяется с Железным Пауком, Агентом Веномом и Тором против Терракса, Аттумы и Аннигилуса в драке в метро. Уйдя подальше от битвы, Человек-Паук добывает модели Л. М. Д. и использует их, чтобы подменить настоящего Железного Паука и Агента Венома, чтобы попасть на корабль Грасстмастера и спасти всех людей. В то время, когда Коллекционер призывает А-Бомбу, Соколиного Глаза и Женщину-Халк, Пауки заключают союз с Лидером и М. О. Д. О. К.ом, чтобы спасти гражданских заложников. Примечание: Тётя Мэй раскрывает тайну личности Питера. Так же, раскрывают Железный Паук и Агент Веном.                                                       |            |                               |             |                               |                  |
| 78 | 26         | Битва Чемпионов: Часть 4      | Тим Малтби  | Эйджин Сон                    | 24 октября 2015  |
| Грасстмастер побеждает в Битве Чемпионов и теперь Манхэттен принадлежит злодеям. Когда Человек-Паук сталкивается с Доктором Осьминогом, Скорджем и Поглотителем, и освобождает всех супер-героев, он, вместе с Белой Тигрицей, Агентом Веномом, Капитаном Америкой, Халком и Коллекционером бросает вызов Грасстмастеру на битву. Победителю всё или ничего. |            |                               |             |                               |                  |

### Сезон 4 — Совершенный Человек-Паук против Зловещей Шестёрки
1 июня 2015 года телеканал Disney XD анонсировал выпуск четвёртого сезона, который получил название Ultimate Spider-Man vs Sinister 6 (рус. Совершенный Человек-Паук против Зловещей Шестёрки); премьера сезона состоялась 21 февраля 2016 года. 8 октября 2016 руководством телеканала Disney XD было объявлено, что четвёртый сезон, который закончится в январе 2017 года, станет для мультсериала последним, заключительным, так как продлевать мультсериал больше нет смысла, несмотря на название сезона, битве Человека Паука со Зловещей Шестёркой, поставлены 13 серий. 8 января 2017 года вышли последние две серии под названием «Грациозный День. Часть 1 и Часть 2» После конца четвёртого сезона, телеканал Disney XD запустила новый мультсериал про Человека-Паука.
Список серий
| Общ.№ | № в сезоне | Название                                | Режиссёр     | Написан                       | Дата выхода     |
| --- | ---------- | --------------------------------------- | ------------ | ----------------------------- | --------------- |
| 79 | 1          | Атака Гидры: Часть 1                    | Йонг Ки Йун  | Кевин Бюрк и Крис «Док» Вуатт | 21 февраля 2016 |
| После того, как Человек-Паук, Агент Веном и Железный Паук побеждают Доктора Осьминога, они берут его в тюрьму на Три-Карриере, где Октопус использует мини Окто-Бота, чтобы взломать Роя и где он преобразует Три-Карриер в Остров Гидры. Это было частью плана союза Октопуса с недавно освобождённым Арнимом Золой, вместе с армией Гоблинизированых Агентов Гидры. Ок так же получает обновление своей брони, делающие его более устрашающим. Человека-Паука спасает неизвестный Паук. |            |                                         |              |                               |                 |
| 80 | 2          | Атака Гидры: Часть 2                    | Джей Ву Ким  | Кевин Бюрк и Крис «Док» Вуатт | 21 февраля 2016 |
| После спасения Человека-Паука таинственным Алым Пауком, он созывает Агента Венома и Железного Паука, чтобы победить 2/6 третей Зловещей Шестёрки: Крейвен-Охотник и Док Ок. Ок пытается превратить Нормана Озборна в третий раз снова в Зелёного Гоблина, похитив его, но терпит полную неудачу, так как Норман Озборн иммунизировал себя с новой формулой сыворотки Анти-Гоблина, чтобы он больше никогда не превращался в своё злобное альтер эго. Получая противоядие, Люди-Пауки излечивают Агентов Гидры. Поскольку они не могут получить разум Золы, Железный Паук перепрограммирует двигатели Острова Гидры и таким образом, Остров улетает глубоко в космос. В то время, Ок убегает с Крейвеном, чтобы продолжить сбор третей Зловещей Шестёрки. |            |                                         |              |                               |                 |
| 81 | 3          | Майлз вне дома                          | Рой Бирдан   | Кевин Бюрк и Крис «Док» Вуатт | 28 февраля 2016 |
| По приказу Гидры, Доктор Октопус объединяется с Бароном Мордо, чтобы использовать Гибельное Седалище, чтобы перемесить Совершенного Зелёного Гоблина из мира Майлза Моралеса, в свой мир, чтобы он присоединился к третей Зловещей Шестёрке. К сожалению, Совершенный Зелёный Гоблин оказался намного безумнее, поэтому он отбирает Гибельное Седалище и начинает разрушать реальность. Мордо оказался уничтожен артефактом от рук Гоблина. Майлз телепортируется сюда с помощью Доктора Стренджа, чтобы победить Совершенного Зелёного Гоблина, в результате чего, Гибельное Седалище разрушается и Совершенный Зелёный Гоблин с Майлзом оказываются в ловушке в этой вселенной. Док Ок уговаривает Совершенного Зелёного Гоблина присоединиться к третей Зловещей Шестёрке. а Паук уговаривает Майлза присоединиться к Паутинным Воинам. |            |                                         |              |                               |                 |
| 82 | 4          | Железный Стервятник                     | Йонг Ки Йун  | Джекоб Семахен                | 6 марта 2016    |
| Адаптируясь к миру Человека-Паука, Майлз пытается придумать себе кличку, поскольку имя Человека-Паука уже занято Питером Паркером. Они натыкаются на Доктора Октопуса и бронированного Стервятника, который совершают набег на Оскорп для того, чтобы получить доступ к компьютерам и Стервятник смог бы узнать больше о своём прошлом. Человек-Паук и Майлз Моралес помогают Норману Озборну в броне Железного Патриота в борьбе против Октопуса и Стервятника. Чтобы выручить своего отца, Гарри одевает один из других броне-костюмов отца и становится «Патриотером». |            |                                         |              |                               |                 |
| 83 | 5          | Ящеры                                   | Джей Ву Ким  | Поул Гиакоппо                 | 13 марта 2016   |
| Доктор Курт Коннорс снова в третий раз, оказывается превращённым в Ящера. Теперь, у него есть волшебный укус, который превращает любого, кого он укусил, в Ящера. Трискелион оказывается под изоляцией, когда команда Человека-Паука и Академия Щ. И. Т.а заражаются полностью и атакуют Паука. С помощью офиса Ника Фьюри и Железного Паука, Лео Фитц, Джемма Симмонс и Человек-Паук работают над антидотом, чтобы всех излечить. В то время, Агент Веном и Носорог охраняют Доктора Октопуса на случай, если он попытается сбежать во время эпидемии. После того, как все излечиваются, Человек-Паук видит, как Носорог и Октопус похищают Агента Венома. Примечание: Это первое появление Йен Де Кестекера в роли Лео Фитца и Элизабет Хенстридж в роли Джеммы Симмонс в мультсериале из сериала Агенты Щ. И. Т. |            |                                         |              |                               |                 |
| 84 | 6          | Двойной Агент Веном                     | Рой Бирдан   | Маиргхред Скотт               | 20 марта 2016   |
| После побега Октопуса и Носорога из Трискелиона с Агентом Веномом, Человек-Паук и Алый Паук отслеживают их к вернувшимся Острову Гидры. Октопус и Арним Зола работают над тем, как отделить симбиота Венома от Флеша Томпсона. Паук и Алый Паук должны пробраться через Крейвена и Агентов Гидры. Ок преуспевает в отделении симбиота от Флеша и симбиот оказывается на Крейвене, в результате которого он стал Веномом, похожим на льва. Тем не менее, Флеш принуждает симбиота вновь вернутся к нему, так как они понимают друг друга. В результате повторного слияния, Агент Веном получает новый облик. |            |                                         |              |                               |                 |
| 85 | 7          | На пляже                                | Йонг Ки Йун  | Геффри Торн                   | 27 марта 2016   |
| Человек-Паук, Железный Паук, Агент Веном, Кид Арахнид и Алый Паук пытаются найти, где скрывается Доктор Октопус. После Человек-Паук и Железный Паук попадают в засаду Стервятника и оказываются на соседнем острове, где на них нападают клоны Песочного Человека. Пока Человек-Паук продолжает сражаться, Железный Паук натыкается на секретную лабораторию, где Доктор Октопус клонирует захваченного Песочного Человека для того, чтобы получить Совершенного Песочного Человека для третей Зловещей Шестёрки. После того, как Песочного Человека спасли и Октопус убегает, Человек-Паук позволяет Песочному Человеку расположиться вокруг Трискелиона. |            |                                         |              |                               |                 |
| 86 | 8          | Анти-Веном                              | Джей Ву Ким  | Мэтт Вейн                     | 3 апреля 2016   |
| Человек-Паук и Агент Веном останавливают таких злодеев, как Жук, Гризли, Шокер и Шрика, они подозревают, что они могли бы быть кандидатами в третью Зловещую Шестёрку. Арним Зола нанимает Майкла Морбиуса, чтобы начать работу над новым симбиотом. Когда Человек-Паук, Агент Веном и Гарри Озборн в броне Патриотера выслеживают их, освобождается новый симбиот — Анти-Веном, у которого нету слабостей, как у обычных симбиотов, и он завладевает Гарри. После всего этого, Агент Веном получает травму, а Гарри находится в коме. |            |                                         |              |                               |                 |
| 87 | 9          | Сила природы                            | Рой Бирдан   | Гавин Хайнайт                 | 10 апреля 2016  |
| Во время засухи, Человек-Паук, Железный Паук, Кид Арахнид и Алый Паук откликаются на сигнал бедствия, который идёт от заброшенного торгового центра в Квинсе. Они находят пустую герметичную комнату с Гидроменом, у которого есть преступное прошлое с Ником Фьюри. При транспортировке его на Трискелион, Железный Паук понимает, что Гидромен не хороший парень и схватка заставляет сделать вынужденную посадку около дома тёти Мэй. В то время, как Человек-Паук, Железный Паук и Кид Арахнид борются с Гидроменом, Алый Паук защищает тётю Мэй, которого она называет его Беном Рейли. После того, как Гидромена побеждают, Человек-Паук получает известие, что Квинджет, в котором перевозили Гидромена, был перехвачен Доктором Октопусом. Он получает Гидромена на свою сторону. |            |                                         |              |                               |                 |
| 88 | 10         | Новая Зловещая Шестёрка: Часть 1        | Йонг Кин Йун | Джекоб Семахен                | 12 июня 2016    |
| После победы над Шриком, Человек-Паук присоединяется к Флешу Томпсону, Амадеусу Чо, Майлзу Моралесу и Бену Рейли на празднование дня рождения тёти Мэй. Всё становятся хуже, когда Доктор Октопус завершает сборку третей Зловещей Шестёрки в лице: Крейвена-Охотника, Носорога, Электро, Гидромена и Совершенного Зелёного Гоблина, где они атакуют Трискелион. Даже когда большая часть третий Зловещей Шестёрки побеждается студентами Академии Щ. И. Т.а, Человека-Паука застают врасплох и берут в заложники, что есть седьмой член шайки Доктора Октопуса, из менее подозреваемых Человека-Паука. |            |                                         |              |                               |                 |
| 89 | 11         | Новая Зловещая Шестёрка: Часть 2        | Джей Ву Ким  | Кевин Брук и Крис «Док» Вуатт | 19 июня 2016    |
| Теперь, когда Доктор Октопус узнаёт, что Человек-Паук это Питер Паркер, он приказывает Алому Пауку достать ключ, который Человек-Паук спрятал дома у тёти Мэй. Док Ок превращает Остров Гидры в Остров Октопуса, а Человек-Паук спешит домой, чтобы добраться до Алого Паука, прежде чем он навредит тёте Мэй. Для того, чтобы противостоять Гидромену, Человек-Паук пробуждает Песочного Человека. Когда Алого Паука уговаривает тётя Мэй, чтобы он помог Человеку-Пауку, он, казалось бы, жертвует своею жизнью, чтобы погрузить Остров Октопуса в океан. Человеку-Пауку, Железному Пауку и Киду Арахниду так и не удалось найти тело Алого Паука. |            |                                         |              |                               |                 |
| 90 | 12         | Агент Паутина                           | Рой Бирдайн  | Геффри Торн                   | 26 июня 2016    |
| Пока студенты Академии Щ. И. Т.а и Песочный Человек развлекаются на пляже в волейбол, Человек-Паук видит, как Нова врезается в Трискелион. До потери сознания, Нова передаёт коробочку Человеку-Пауку, которая необходима, чтобы спасти Ника Фьюри. В компании с Тритоном, Человек-Паук спешит в заброшенный город Нелюдей — Атарог. При столкновении с пророческой Мадам Паутиной, Человек-Паук и Тритон обнаруживают, что Ник Фьюри захвачен Агентами Гидры и Кроссбоунсом в качестве выкупа, чтобы заполучить Мадам Паутиной, что и является причиной секретной миссии Новы и Фьюри. С помощью навыков Мадам Паутины, Человек-Паук и Тритон спасают Фьюри и сбегают от Кроссбоунса. Ник Фьюри и Нова остаются с Мадам Паутиной, чтобы найти для неё более безопасное место, а Человека-Паука и Тритона телепортируют обратно в Трискелион Королевская Семья Нелюдей, как и предсказывала Мадам Паутина. |            |                                         |              |                               |                 |
| 91 | 13         | Сага о Симбиотах: Часть 1               | Рой Бирдайн  | Джошуа Файн                   | 3 июля 2016     |
| Майкл Морбиус крадёт образец симбиота Венома у Агента Венома, чтобы ставить на нём эксперименты. Когда Человек-Паук и Агент Веном идут возвращать образец симбиота, эксперимент воскрешает из мёртвых другого симбиота — Карнажа. Доктор Октопус использует сыворотку с ДНК вампирной мыши и из-за зависти, трансформирует Морбиуса в человекоподобного вампира, а сам он по вине Майкла Морбиуса, заражается Карнажем. Человек-Паук возвращает прежнюю форму Доктора Осьминога, но Карнаж всё ещё на свободе, без необходимости в хозяине. |            |                                         |              |                               |                 |
| 92 | 14         | Сага о Симбиотах: Часть 2               | Йонг Кин Йун | Джекоб Семахен                | 10 июля 2016    |
| После взрыва, Карнаж начинает заражать собой весь Манхэттен. Человек-Паук с Капитаном Америкой борются против заражённого Карнажем Халком, вместе с Железным Кулаком, Агентом Веномом, Плащом и Кинжалом. В то время, Мэри Джейн оберегает Гарри, который ещё остаётся в коме, но стазисный контейнер ломается и пробуждается Анти-Веном. Человек-Паук с Капитаном Америкой освобождают Шрик и гражданских от Карнажа, а Анти-Веном уничтожает главный источник симбиотной заразы. Примечание: Гарри становится известна личность Человека-Паука и Агента Венома. |            |                                         |              |                               |                 |
| 93 | 15         | Сага о Симбиотах: Часть 3               | Джей Ву Ким  | Кевин Брук и Крис «Док» Вуатт | 17 июля 2016    |
| После жертвы Анти-Венома, Карнаж преобразовался до огромных масштабов и поселяется в Мидтаунской Школе. Человек-Паук, Агент Веном и Патриотер проникают в школу и спасают Стена и находят, что Мэри Джейн оказалась заражена Карнажем и стала Королевой Карнаж, а также Морбиус и Кроссбоунс планируют использовать ракеты, конфискованными Щ. И. Т.ом, чтобы заразить Карнажем каждый город в мире. Примечание: Мери Джейн становится известна личность Человека-Паука, Агента Венома и Патриотера. |            |                                         |              |                               |                 |
| 94 | 16         | Возвращение в Паучью Вселенную: Часть 1 | Рой Бирдайн  | Эндрю Робинсон                | 27 августа 2016 |
| Паук-Свин, Паук-Рыцарь, и мать Майлза Моралеса, Рио, внезапно появляются в доме Питера Паркера. Человека-Паука и Кид Арахнида введут в К’унь-Л’ун на встречу с Ником Фьюри, Доктором Стренджом и Мадам Паутиной, который утверждают, что куски Гибельного Седалища разбросаны по разным вселенным и если их не собрать, многие вселенные в конце концов будут уничтожены. Человек-Паук и Кид Арахнид отправляются в путешествие и их первая остановка — тематический мир Викторианской эпохи, которая тут в настоящее время кишит вампирами. Пауки должны помочь охотнику на вампиров, Кровавому Пауку, чтобы получить первый фрагмент у Короля Ящера и его доверенного охотника Волка. Ящер планирует использовать фрагмент Гибельного Седалища, чтобы заблокировать солнце и чтобы вампиры правили миром. Хотя Пауки и спасают мир от Ящера и исцеляют всех вампиров, они узнают, что Волк — Человек-Паук из параллельного мира. Он собирает осколки, чтобы захватить Мультивселенную, и он знает, что Человек-Паук — это Питер Паркер. |            |                                         |              |                               |                 |
| 95 | 17         |                                         |              |                               |                 |
| 96 | 18         |                                         |              |                               |                 |
| 97 | 19         |                                         |              |                               |                 |
| 98 | 20         |                                         |              |                               |                 |
| 99 | 21         |                                         |              |                               |                 |
| 100 | 22         |                                         |              |                               |                 |
| 101 | 23         |                                         |              |                               |                 |
| 102 | 24         |                                         |              |                               |                 |
| 103 | 25         |                                         |              |                               |                 |
| 104 | 26         |                                         |              |                               |                 |